# Nsibidi

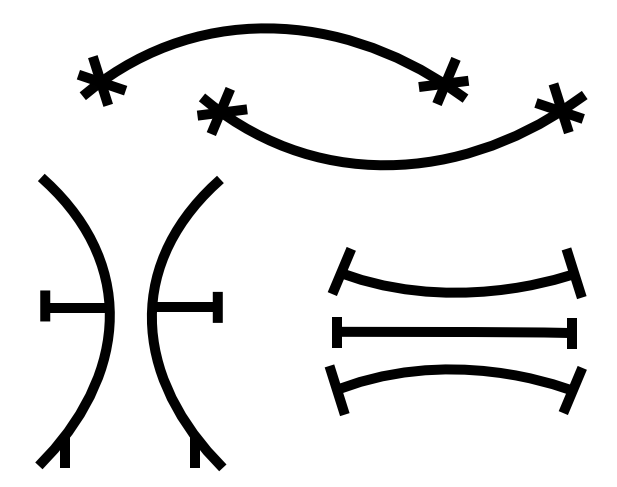
Tres símbols nsibidi.

Els símbols Nsibidi, també anomenats Nsibiri, Nchibiddi o Nchibiddy ) són un sistema d'escriptura tradicional en ideogrames (encara que segons algunes opinions contindria elements d'un sistema logogràfic o fins i tot d'un sil·labari) propi de l'oest d'Àfrica. El nom nsibidi fa al·lusió a una teòrica societat secreta religiosa creadora del sistema d'escriptura. Va ser creat pels ekois i és utilitzat pels igbos.

## Història

"Nsibidi" escrit en Nsibidi

No es coneix exactament la seva història i antiguitat, però el 1904 es van fer les primeres investigacions europees sobre el Nsibidi, quan TD Maxwell va fer pública la seva existència. S'han trobat símbols nsibidi en màscares cerimonials datades de finals del segle xix. Algunes investigacions recents basades en excavacions arqueològiques remunten els orígens d'aquest sistema picto-ideogrames fins almenys els segles XV o xvi; segons aquesta línia d'investigació històrica, la primera forma d'escriptura de l'Igbo haurien estat els pictogrames que van crear els Ekois (o Ejagham). Al segle xvi aquests pictogrames s'haurien estès entre els grups Igbo i altres grups humans del sud-est de Nigèria. Ho feren quan a la zona es van desenvolupar diversos estats pròspers econòmica i culturalment, però posteriorment passà a ser del domini exclusiu d'algunes societats secretes locals com la dels Ekpe (o Egbo). Encara s'ha de determinar el nombre de símbols que componen l'escriptura i hi ha diversitat d'opinions sobre aquest tema entre els especialistes: alguns antropòlegs diuen que el nombre total de components bàsics són 24, i que la resta són combinacions seves i estimen que l'objectiu d'aquesta forma de pictogrames o ideogrames hauria estat el de " formular missatges, advertències i registres de fets ".
Sembla que els símbols Nsibidi s'originaren a Igboland però s'utilitzaren a altres zones del sud de Nigèria. Segons altres teories basades en la tradició oral els van inventar la societat secreta Ekpe dels clans Efiks i Ibibio, de l'antic Regne de Calabar, per a transmetre informació entre els seus membres.

## Exemples de Nsibidi
Aquests són alguns dels exemples de nsibidi que va recollir J. K. Macgregor (1909) i Elphinstone Dayrell (1910 i 1911) per a les publicacions The Journal of the Royal Anthropological Institute of Great Britain and Ireland i Man .
| "Nsibidi" "Benvinguda" "Dos homes parlant" "Porta" "Pistola" "Ballesta" | "Carabassa" "Tambor gran" "Raïm de plàtans" "Para-sol" "Sabó de bany" | "Matxet" "Dona" "Home" "Lluna" "Tortuga" |